# USS Kalamazoo (AOG-30)
USS Kalamazoo (AOG-30) – amerykański tankowiec typu Mettawee z okresu II wojny światowej.
Stępkę jednostki położono 7 lipca 1944 w stoczni East Coast Shipyard Inc. w Bayonne (stan New Jersey). Zwodowano go 30 sierpnia 1944, matką chrzestną była Harriett Savage. Jednostka została nabyta przez US Navy 7 października i weszła do służby 14 października w New York Navy Yard, pierwszym dowódcą został Lt. W. Pierson, Jr., USCGR.

## Służba w czasie II wojny światowej
Po dziewiczym rejsie po wodach karaibskich „Kalamazoo” wypłynął z Norfolk 7 grudnia kierując się w stronę Aruby w celu napełnienia zbiorników ładunkiem produktów ropopochodnych.

### Operacje na Pacyfiku
Okręt opuścił Arubę 21 grudnia i został skierowany na południowo-zachodni Pacyfik. Po przejściu przez Kanał Panamski zawijał po kolei do portów Salomonów, Wysp Admiralicji oraz do Humboldt Bay na Nowej Gwinei. Do zatoki Leyte dotarł 4 marca 1945 i został przydzielony do Service Force 7 Floty. Operował jako zbiornikowiec z bazy w zatoce San Pedro do 15 kwietnia. Popłynął wtedy w pobliże południowych Filipin. Do Police Harbor na Mindanao dotarł 20 kwietnia. W rejonie Morza Celebes spędził ponad 7 miesięcy przewożąc ładunki i paliwo z Borneo i Morotai do portów Mindanao.

## Okres powojenny
Po opuszczeniu Zamboanga na Mindanao 1 grudnia „Kalamazoo” popłynął przez Manilę do Subic Bay, gdzie pozostawał w służbie do momentu wypłynięcia w kierunku Stanów Zjednoczonych 11 stycznia 1946. Do San Francisco dotarł 12 marca i opuścił ten port 22 marca udając się w kierunku atlantyckiego wybrzeża USA. 1 kwietnia, w czasie przechodzenia przez Panama Canal Zone, główny silnik okrętu uległ awarii. W asyście USS „Kennebago” (AO-81) zbiornikowiec dotarł do Balboa w Panamie, gdzie jednostki dotarły 10 kwietnia. Na holu holownika ratowniczego ATR-85 okręt 26 kwietnia opuścił Cristóbal kierując się w stronę Mobile, gdzie dotarł 3 maja. 

## Wycofanie ze służby
„Kalamazoo” został wycofany ze służby 18 maja, a następnie przekazany pod władanie Maritime Commission w celu rozdysponowania. Został przekazany Kolumbii 26 listopada 1947 i przemianowany na „Blas de Lezo” (BT-62). Dalsze losy nieznane.

## Medale i odznaczenia
Załoga „Kalamazoo” była uprawniona do noszenia następujących odznaczeń:
- Medal Kampanii Amerykańskiej
- Medal Kampanii Azji-Pacyfiku
- Medal Zwycięstwa w II Wojnie Światowej
- Philippine Liberation Medal